# مارسيلو مينو
مارسيلو مينو (بالإسبانية: Marcelo Miño)‏ هو لاعب كرة قدم أرجنتيني في مركز حراسة المرمى، ولد في 21 أغسطس 1997 في Guatimozín ‏ في الأرجنتين. لعب مع روزاريو سنترال.

## وصلات خارجية
- مارسيلو مينو على موقع قاعدة بيانات كرة القدم.إي يو (الإنجليزية)
- مارسيلو مينو على موقع Soccerway.com (الإنجليزية)